# 沙洲

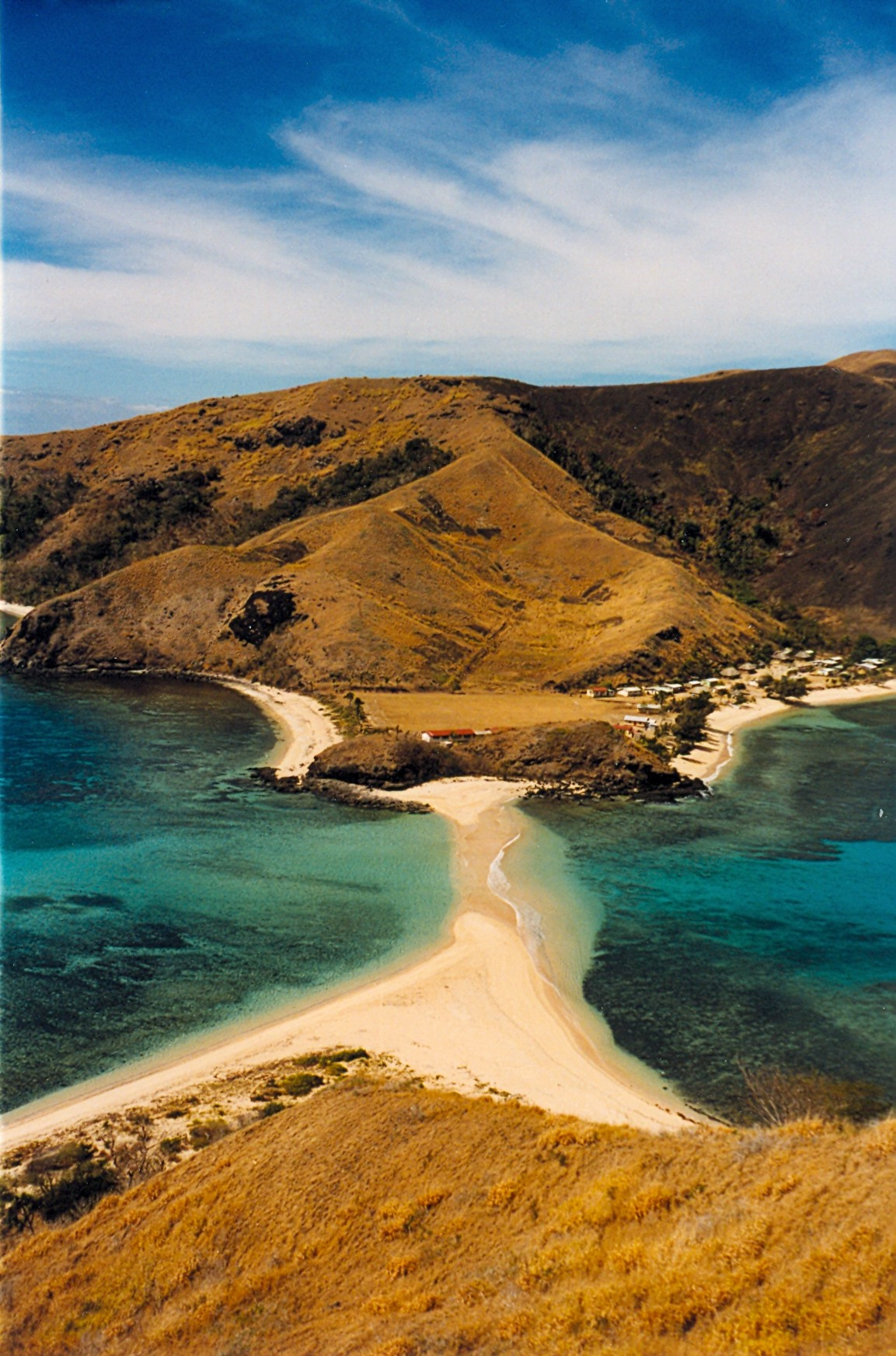
斐濟的一个連島沙洲。

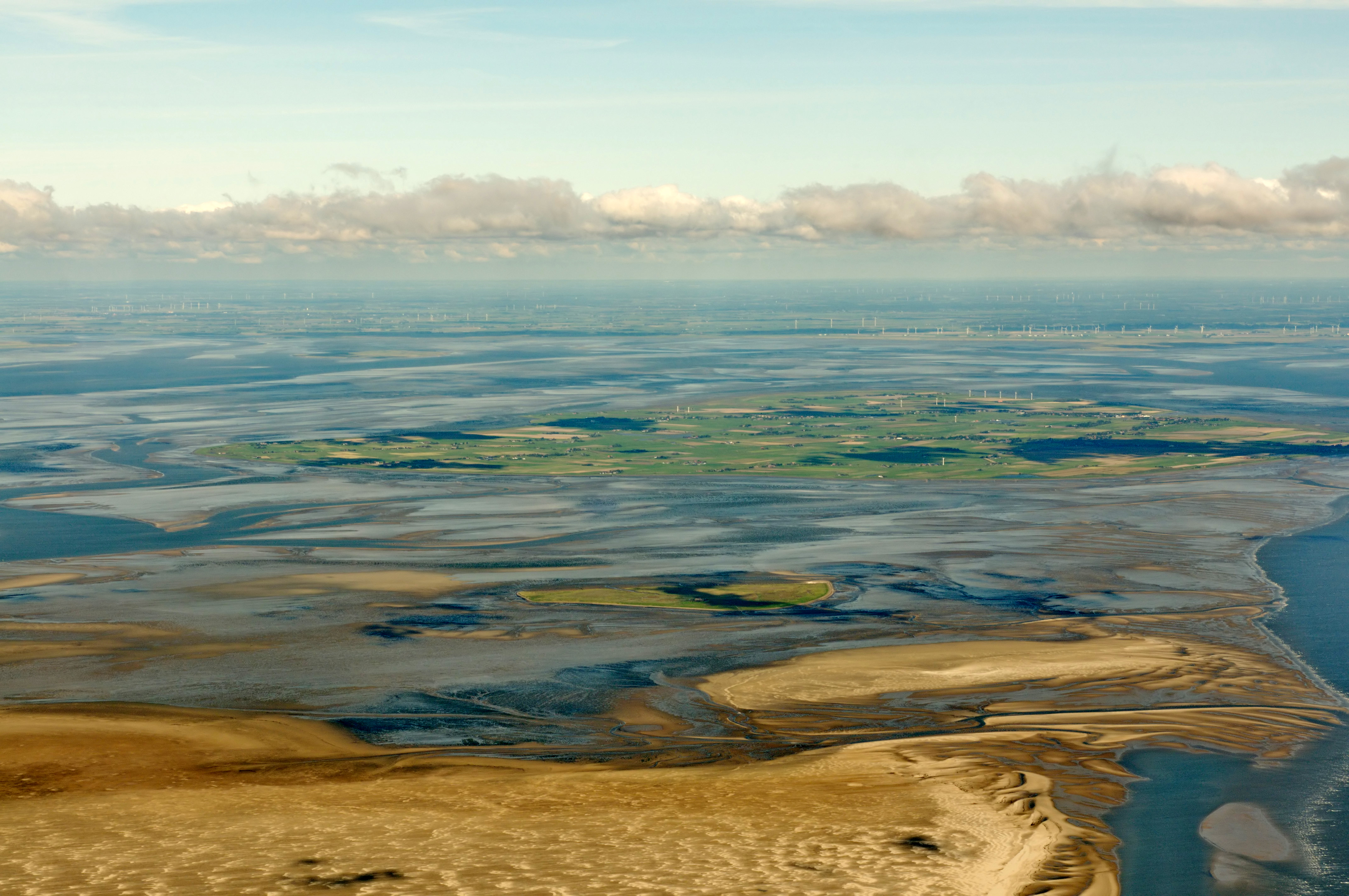
沙洲

沙洲，是指河流、湖泊或沿海因波浪、水流、海流等堆積作用所形成的細長筆直的堤狀砂礫沉积地形，通常在浅水处形成。
沙洲是河流中和海滨、湖滨带出露水面的沙滩。可以是河流中的心滩、江心洲、湖滨、海滨附近形成的沙滩等等。
在海商海事法律中，一般是指在河口处形成的沙堆，这些沙堆会限制某些种类的船舶不能到达上游的目的地。因此，往往需要将船上的一部分货物卸到驳船或小船上，使吃水变浅后才能通过沙洲完成航行。同样，船舶在上游港口装货时也只能先装一部分货物，其他货物要等船舶通过沙洲后才能再装上船。